# Bingo (film, 1974)
Pour les articles homonymes, voir Bingo (homonymie).
Pour plus de détails, voir Fiche technique et Distribution.
 Bingo  est un film québécois réalisé par Jean-Claude Lord sorti en 1974. 

## Synopsis
Bingo est le premier film de fiction à s'inspirer très librement de la crise d'octobre 1970. Il est construit comme une suite de variations sur le thème du trio. Trois générations, trois partis politiques, trois attitudes face à l'engagement et l'action sociale et politiques s'y affrontent. La production raconte l'histoire de François, un jeune idéaliste manipulé et transformé en terroriste par des influences extérieures.

## Impacts du film
Bingo a connu un succès commercial au Québec dès sa sortie en 1974.

## Fiche technique
- Réalisation : Jean-Claude Lord
- Scénario : Jean-Claude Lord, Lise Thouin, Michel Capistran, Roch Poisson et Jean Salvy
- Montage : Jean-Claude Lord
- Image : Claude La Rue et François Protat
- Son : Henri Blondeau
- Musique : Michel Conte

## Distribution
- Réjean Guénette : François
- Anne-Marie Provencher : Geneviève
- Claude Michaud : Fernand
- Alexandra Stewart : Hélène
- Gilles Pelletier : Pierre
- Manda Parent : Éva, la grand-mère de François
- Jean Duceppe : Eugène, le père de François
- Janine Fluet : Madeleine, la mère de François
- Willie Lamothe : Albert
- Louisette Dussault : Marie
- Pierre Valcour : Bernard Léger, le chef de l'opposition
- Marcel Sabourin : Pierre Lemoyne, le chef du parti indépendantiste
- Denise Pelletier : Mme Gendron
- Roger Lebel : Le ministre de la Justice
- Yvon Barrette : Un révolutionnarie
- Paule Bayard
- Serge Bélair : Un annonceur à la télé
- Gilbert Beaumont
- Alpha Boucher : Un gréviste
- Thalie Côté
- Gilbert Comtois : Un gréviste
- Daniel Finley
- Richard Desmarais
- Michel Forget : Un gréviste
- Claude-Jean Devirieux : Un annonceur à la télé
- Bertrand Gagnon : Le père de Geneviève
- François Fortier
- Jacques Galipeau : Le député Gendron
- Pat Gagnon
- Roger Gosselin
- Yves Gélinas
- Jean-Marie Lemieux : Charles Beaugrand, le Premier Ministre du Québec
- Jacques Tremblay

## Autour du film
- Ce film marque la dernière apparition de Denise Pelletier au cinéma.